# June Jordan
June Millicent Jordan (New York, 9 juli 1936 – Berkeley (Californië), 14 juni 2002) was een Afro-Amerikaanse poëet, essayiste, lerares, schrijfster en activiste. Ze was vooral bekend om haar inzet voor mensenrechten en haar politiek activisme. Ze was de auteur van een twintigtal gedichtenbundels en talrijke essaybundels. Ook was ze columniste voor het linkse maandblad The Progressive en dertien jaar lang docente aan de University of California in Berkeley.

## Levensloop en carrière
June Jordan werd geboren op 9 juli 1936 in Harlem, New York, en groeide op in de wijk Bedford-Stuyvesant. Ze had een zware jeugd en een moeilijke relatie met haar vader. Haar ouders waren Jamaicaanse immigranten en June was hun enig kind. In Civil Wars: Selected Essays beschrijft ze haar relatie met haar vader als volgt:
“for a long while during childhood I was relatively small, short, and, in some other ways, a target for bully abuse. In fact, my father was the first regular bully in my life.” 
Jordan begon in deze tijd met het schrijven van poëzie. Haar leraren, in tegenstelling tot haar ouders, moedigden haar interesse in poëzie aan. Jordan bevond zich vaak, ondanks haar traditionele achtergrond met de Caraïbisch-Amerikaanse en Afro-Amerikaanse culturen, in dominant blanke scholen en instituties. Na de middelbare school in Massachusetts ging Jordan naar het Barnard College in New York. Hoewel ze mooie herinneren aan deze tijd heeft, had ze moeite met het overwegend blanke en mannelijke curriculum en verliet ze Barnard uiteindelijk zonder af te studeren.
Tijdens haar jaren op Bernard trouwde ze met een mede-student, Michael Meyer, en in 1958 kregen zij hun enige kind, Christopher David Meyer. In 1965 scheidden Meyer en Jordan, en werd Christopher verder opgevoed door zijn moeder.
Vanaf 1967 was Jordan docente aan de City College of New York, waar ze na ruim een jaar weer weg ging. Tussen 1968 en 1978 gaf ze les aan Yale University, Sarah Lawrence College en Connecticut College. Van 1989 tot 2002 was ze professor in de vakgebieden Engels, vrouwenstudies en Afro-Amerikaanse studies bij de University of California Berkely. Hier ontwikkelde ze het programma "Poëzie voor de mensen" waar ze studenten leerde om poëzie te gebruiken als een artistiek middel van communicatie.
June Jordan stierf op 65-jarige leeftijd aan borstkanker in haar huis in Berkeley, Californië.

## Literaire thema's
De poëzie van Jordan staat bekend om haar directheid en toegankelijkheid. Ook is haar poëzie vaak autobiografisch. In Jordans werk is sprake van een uitgesproken solidariteit tussen gemarginaliseerde en onderdrukte mensen in de wereld. In bundels als Some Changes (1971), Living Room (1985) en Kissing God Goodbye: Poems 1991-1997 (1997), komen onderwerpen als familie, biseksualiteit, politieke onderdrukking, de Afro-Amerikaanse identiteit en rassenongelijkheid aan de orde.
In haar poëzie maakt Jordan veel gebruik van ‘zwart’ Engels. Dit zag ze als een manier om de zwarte gemeenschap en cultuur in leven te houden. Ze moedigde haar jonge studenten aan om in dit idioom te schrijven tijdens haar schrijfworkshops voor zwarte en Puerto Ricaanse kinderen.

Ook Jordans biseksualiteit speelt een grote rol in haar gedichten en essays. In A New Politics of Sexuality schrijft Jordan over de onderdrukking van seksualiteit. Ze beschrijft deze onderdrukking als "the exploitation of the human domain of sexuality for power". Over haar eigen biseksualiteit zegt ze zelf:
“Bisexuality means I am free and I am as likely to want to love a woman as I am likely to want to love a man, and what about that? Isn’t that what freedom implies?”
"Biseksualiteit betekent dat ik vrij ben en dat ik net zo goed een vrouw kan beminnen als een man, en wat dan nog? Is dat niet wat vrijheid betekent?"

## Onderscheidingen en prijzen
June Jordan ontving in haar leven verschillende onderscheidingen en prijzen, waaronder beurzen van de National Endowment for the Arts, de Massachusetts Council on the Arts en de New York Foundation for the Arts. Daarnaast ontving ze een subsidie van de Rockefeller Foundation en won ze de National Association of Black Journalists Award.

## Voetnoten
1. 1 2 3 4 5 6 7  (en) Gwen Phillips, June Jordan. Poetry Foundation. Gearchiveerd op 20 december 2018. Geraadpleegd op 19 december 2018.
2. ↑  Hacker, Marilyn, "June Jordan 1936-2002", 2002.
3. ↑  Gomez, Jewelle  (2002). June Jordan. Callaloo  2002
4. 1 2  (en) June Jordan (2003). A New Politics of Sexuality.

- Bibsys: 90100911
- Biblioteca Nacional de España: XX1444581
- Bibliothèque nationale de France: cb120545077 (data)
- Catàleg d'autoritats de noms i títols de Catalunya: 981058598118006706
- CiNii: DA04194849
- Gemeinsame Normdatei: 119468697
- International Standard Name Identifier: 0000 0001 1479 3687
- Library of Congress Control Number: n50039886
- MusicBrainz: a9d384da-bb93-49fa-9c66-094fedb4fab9
- Nationale Bibliotheek van Tsjechië: jo2002104872
- Nationale bibliotheek van Australië: 35253987
- Nationale Bibliotheek van Israël: 987007603775505171
- Nationale en Universitaire bibliotheek Zagreb: 000255380
- Nederlandse Thesaurus van Auteursnamen: 069002975
- Réseau des bibliothèques de Suisse occidentale: 02-A003430747
- SNAC: w6ww7zht
- Système universitaire de documentation: 028779487
- Virtual International Authority File: 105601809
- WorldCat: E39PBJqVY3fDHq8C4tVXG9VKVC